# Nokia 1100
De Nokia 1100 is een mobiele telefoon van Nokia die in oktober 2003 op de Nederlandse en Belgische markt verscheen.
Het is met 250 miljoen stuks waarschijnlijk de meest verkochte telefoon aller tijden, al geven sommige bronnen deze eer aan de opvolger van de Nokia 1100, de Nokia 1110.

## Specificaties
De Nokia 1100 beschikt over een zaklamp.
De afmetingen van deze telefoon zijn 106 x 45 x 20 mm en het gewicht is 86 gram.